# Carleton G. Young
Carleton G. Young (New York, 26 maggio 1907 – Santa Monica, 11 luglio 1971) è stato un attore statunitense di radio, cinema e televisione.

## Filmografia

### Cinema
- Gianni e Pinotto a Hollywood (Bud Abbott and Lou Costello in Hollywood o Abbott and Costello in Hollywood), regia di S. Sylvan Simon (1945)
- Luna senza miele (Thrill of a Romance), regia di Richard Thorpe (1945)
- Una donna distrusse (Smash-Up, the Story of a Woman), regia di Stuart Heisler (1947)
- Il bacio del bandito (The Kissing Bandit), regia di László Benedek (1948)
- Hard, Fast and Beautiful, regia di Ida Lupino (1951)
- Il suo tipo di donna (His Kind of Woman), regia di John Farrow (1951)
- Più forte dell'amore (The Blue Veil), regia di Curtis Bernhardt (1951)

### Televisione
- Telephone Time – serie TV, episodio 1x08 (1956)
- The 20th Century-Fox Hour – serie TV, episodio 2x03 (1956)
- How to Marry a Millionaire – serie TV, un episodio (1957)
- The Court of Last Resort – serie TV, 24 episodi (1957-1958)
- David Niven Show (The David Niven Show) – serie TV, episodio 1x07 (1959)
- Bourbon Street Beat – serie TV, episodio 1x32 (1960)